# Ruineneidechse
Die Ruineneidechse (Podarcis siculus) gehört zur Familie der Echten Eidechsen (Lacertidae) und zur Gattung der Mauereidechsen (Podarcis).

## Merkmale

Die Ruineneidechse kommt auch in bräunlicher Färbung vor.

Die Ruineneidechse erreicht eine Gesamtlänge von bis zu 25 Zentimeter. Es ist eine kräftige Mauereidechse von bräunlicher, grauer oder grüner Grundfarbe. Die Unterseite ist weiß, gelb, rötlich oder hellgrün. In der Mitte des Rückens befindet sich ein brauner Längsstreifen. Die Flanken sind in verschiedenen braunen, gelblichen und grünen Tönen gescheckt.
Mehr als 60 Unterarten wurden beschrieben, die sich vor allem in der Färbung unterscheiden. Eine besonders schöne Unterart ist Podarcis siculus coeruleus auf Felsen vor Capri und vor Sizilien. Sie ist schwarz und hat einen blauen Bauch.

## Verbreitung und Lebensraum

### Allgemeine Verbreitungsgebiete
Die Ruineneidechse lebt in Italien, der nördlichen Adriaküste, Korsika, Sardinien sowie im europäischen Teil der Türkei. In einem Teil Andalusiens, auf Menorca und bei Philadelphia in den USA wurde sie vom Menschen eingeführt. Auch nach Deutschland wurden Ruineneidechsen ausgesetzt. Eine Population bei Karlsruhe ist seit längerem fest etabliert.
Die ausgesetzten Populationen konnten sich aber meist nicht lange halten. Ruineneidechsen besiedeln unterschiedlichste Biotope, gehen bis in eine Höhe von 1800 Meter und kommen in der Nähe menschlicher Siedlungen sogar besonders häufig vor. Dort sind sie häufig auf Mülldeponien zu finden, wo sie die vom Abfall angelockten Insekten jagen.

### Population auf Pod Mrčaru
Italienische Wissenschaftler haben 1971 zehn Ruineneidechsen von der Insel Pod Kopište 3,5 Kilometer weiter östlich nach Pod Mrčaru transportiert (beide kroatischen Inseln liegen im Adriatischen Meer bei Lastovo).
In den Jahren 2007 und 2008 ergaben Analysen, dass die jahrzehntelang ungestörte Population auf Pod Mrčaru durchschnittlich  größer ist, kürzere Hinterbeine hat und langsamer flüchtet. Dies wird auf eine geringere Bedrohung durch Fressfeinde im neuen Habitat zurückgeführt.
Ferner hat sich die Kopfform geändert und der Kiefermuskel ist stärker geworden. Am überraschendsten war der Befund, dass sich die Diät hin zu Pflanzenkost verschoben hat und sich die Darmstruktur geändert hat, um das Aufschließen von Zellulose durch Mikroorganismen zu ermöglichen.

## Ernährung
Ruineneidechsen fressen Insekten wie Fliegen, Schmetterlinge, Raupen, Grillen und Heuschrecken, aber auch Spinnen und Würmer. Und die geänderte Art ernährt sich auch von Pflanzenteilen.

## Belege
- Günter Diesener, Josef Reichholf: Lurche und Kriechtiere (= Steinbachs Naturführer.). Mosaik-Verlag, München 1996, ISBN 3-576-10697-9.

1. ↑  Burkhard Thiesmeier, Michael Franzen, Norbert Schneeweiß, Ulrich Schulte: Reptilien bestimmen: Eier, Jungtiere, Adulte, Häutungen, Totfunde (Zeitschrift f. Feldherpetologie - Supplemente) Laurenti-Verlag, Bielefeld 2016, S. 45
2. ↑  Anthony Herrel, Katleen Huyghe, Bieke Vanhooydonck, Thierry Backeljau, Karin Breugelmans, Irena Grbac, Raoul Van Damme, Duncan J. Irschick: Rapid large-scale evolutionary divergence in morphology and performance associated with exploitation of a different dietary resource. In: Proceedings of the National Academy of Sciences of the United States of America. Bd. 105, Nr. 12, 2008, S. 4792–4795, doi:10.1073/pnas.0711998105, PMID 18344323.
3. ↑  Bart Vervust, Irena Grbac, Raoul Van Damme: Differences in morphology, performance and behaviour between recently diverged populations of Podarcis sicula mirror differences in predation pressure. In: Oikos. Bd. 116, Nr. 8, 2007, S. 1343–1352, doi:10.1111/j.0030-1299.2007.15989.x.
4. ↑  UMass Amherst. In the Loop. Talking Points: Lizards undergo rapid evolution after introduction to new home, says researcher. (Memento vom 5. Juni 2011 im Internet Archive) 2008. Abgerufen am 28. November 2014.